# Saison 2016-2017 de l'équipe de France de rugby à sept
 (juin 2019).
Si vous disposez d'ouvrages ou d'articles de référence ou si vous connaissez des sites web de qualité traitant du thème abordé ici, merci de compléter l'article en donnant les références utiles à sa vérifiabilité et en les liant à la section « Notes et références ».
 (juin 2019).
Cette page présente la saison 2016-2017 de l'équipe de France de rugby à sept en World Rugby Sevens Series.

## Effectif

### Sous contrat FFR
| Nom                   | Poste            | Naissance         | Tournois joués (Pts marqués) | Ancien club senior | Année de 1re sélection |
| --------------------- | ---------------- | ----------------- | ---------------------------- | ------------------ | ---------------------- |
| Jérémy Aicardi        | Centre           | 26 novembre 1988  | 6 (10)                       | Saint-Nazaire      | 2013                   |
| Jean-Pascal Barraque  | Demi d'ouverture | 24 avril 1991     | 10 (15)                      | Stade rochelais    | 2012                   |
| Terry Bouhraoua       | Demi de mêlée    | 26 août 1987      | 31 (820)                     | AS Béziers         | 2010                   |
| Julien Candelon       | Ailier           | 8 juillet 1980    | 27 (444)                     | USA Perpignan      | 2005                   |
| Manoël Dall'igna      | Talonneur        | 12 mars 1985      | 41 (205)                     | Stade rochelais    | 2011                   |
| Alexandre Gracbling   | Talonneur        | 8 avril 1996      | 2 (5)                        | -                  | 2015                   |
| Vincent Inigo         | Demi de mêlée    | 10 février 1983   | 28 (90)                      | Castres            | 2005                   |
| Pierre-Gilles Lakafia | Talonneur        | 12 mars 1987      | 13 (35)                      | Castres            | 2010                   |
| Jonathan Laugel       | Pilier           | 30 janvier 1993   | 31 (70)                      | -                  | 2011                   |
| Anastase Léoté        | Ailier           | 13 juillet 1991   | -                            | -                  | -                      |
| Jean-Baptiste Mazoué  | Pilier           | 18 mai 1991       | 47 (100)                     | CA Brive           | 2011                   |
| Kelegh Moutome        | Pilier           | 20 septembre 1996 | 1 (0)                        | -                  | 2016                   |
| Stephen Parez         | Demi d'ouverture | 1er août 1994     | 15 (157)                     | -                  | 2012                   |
| Virimi Vakatawa       | Ailier           | 1er mai 1992      | 11 (180)                     | Racing 92          | 2013                   |
| Sacha Valleau         | Pilier           | 8 octobre 1996    | 2 (0)                        | -                  | 2015                   |

### Renforts
| Nom                   | Poste                 | Naissance        | Tournois joués                                                 | Club              |
| --------------------- | --------------------- | ---------------- | -------------------------------------------------------------- | ----------------- |
| Bastien Berenguel     | Pilier                | 18 janvier 1994  | Wellington, Sydney, Las Vegas, Vancouver, Hong Kong, Singapour | Stade montois     |
| Pierre-Louis Barassi  | Centre                | 22 avril 1998    | Wellington et Sydney                                           | Lyon OU           |
| Alexandre Lagarde     | Demi de mêlée, ailier | 31 août 1996     | Las Vegas, Vancouver, Hong Kong, Singapour                     | USA Perpignan     |
| Jean-Teiva Jacquelain |                       |                  | Vancouver                                                      | RC Toulon         |
| Josias Daoudou        | Centre ; Ailier       | 19 octobre 1995  | Vancouver                                                      | Valence Romans DR |
| Pierre Popelin        |                       |                  | Hong Kong, Singapour                                           | Stade rochelais   |
| Pierre Fouyssac       |                       | 17 mars 1995     | Singapour                                                      | SU Agen           |
| Alexis Palisson       |                       | 9 septembre 1987 | Singapour                                                      | Stade toulousain  |

## Déroulement de la saison

### Tournée africaine

#### Dubaï
| Poule D    | Poule D  | Cup        | Cup      |
| Adversaire | Résultat | Adversaire | Résultat |
| ---------- | -------- | ---------- | -------- |
| Kenya      | 24-14    | Fidji      | 5-40     |
| Australie  | 0-28     | Écosse     | 17-26    |
| Japon      | 35-0     | -          | -        |

| Classement final | Points | Évolution classement |
| ---------------- | ------ | -------------------- |
| 7e               | 10     | 7e                   |

#### Le Cap
| Poule B    | Poule B  | Challenge Trophy | Challenge Trophy |
| Adversaire | Résultat | Adversaire       | Résultat         |
| ---------- | -------- | ---------------- | ---------------- |
| Kenya      | 14-33    | Canada           | 42-14            |
| Japon      | 50-7     | Russie           | 19-12            |
| Fidji      | 19-28    | Argentine        | 19-7             |

| Classement final | Points | Évolution classement |
| ---------------- | ------ | -------------------- |
| 9e               | 8      | 9e                   |

- Terry Bouhraoua termine meilleur marqueur et meilleur réalisateur du tournoi avec 10 essais et 76 points inscrits

### Tournée océanienne

#### Wellington
| Poule C          | Poule C  | Cup            | Cup      |
| Adversaire       | Résultat | Adversaire     | Résultat |
| ---------------- | -------- | -------------- | -------- |
| États-Unis       | 21-21    | Afrique du Sud | 0-45     |
| Nouvelle-Zélande | 14-21    | Argentine      | 14-19    |
| Samoa            | 28-5     | -              | -        |

| Classement final | Points | Évolution classement |
| ---------------- | ------ | -------------------- |
| 7e               | 10     | 7e                   |

#### Sydney
| Poule B        | Poule B  | Challenge Trophy          | Challenge Trophy |
| Adversaire     | Résultat | Adversaire                | Résultat         |
| -------------- | -------- | ------------------------- | ---------------- |
| Pays de Galles | 12-14    | Papouasie-Nouvelle-Guinée | 17-0             |
| Samoa          | 17-14    | Japon                     | 19-12            |
| Fidji          | 7-31     | Russie                    | 0-26             |

| Classement final | Points | Évolution classement |
| ---------------- | ------ | -------------------- |
| 10e              | 7      | 10e                  |

### Tournée nord-américaine

#### Las Vegas
| Poule A        | Poule A  | Cup        | Cup      |
| Adversaire     | Résultat | Adversaire | Résultat |
| -------------- | -------- | ---------- | -------- |
| Pays de Galles | 33-7     | Japon      | 24-14    |
| Afrique du Sud | 0-31     | Kenya      | 7-14     |
| Canada         | 0-21     | -          | -        |

| Classement final | Points | Évolution classement |
| ---------------- | ------ | -------------------- |
| 11e              | 5      | 10e                  |

#### Vancouver
| Poule C    | Poule C  | Challenge Trophy | Challenge Trophy |
| Adversaire | Résultat | Adversaire       | Résultat         |
| ---------- | -------- | ---------------- | ---------------- |
| Australie  | 7-12     | Samoa            | 21-26            |
| États-Unis | 19-31    | Écosse           | 21-28            |
| Japon      | 31-19    | -                | -                |

| Classement final | Points | Évolution classement |
| ---------------- | ------ | -------------------- |
| 15e              | 1      | 11e                  |